# Birwadi
Birwadi é uma vila no distrito de Raigarh, no estado indiano de Maharashtra.

## Demografia
Segundo o censo de 2001, Birwadi tinha uma população de 7271 habitantes. Os indivíduos do sexo masculino constituem 54% da população e os do sexo feminino 46%. Birwadi tem uma taxa de literacia de 75%, superior à média nacional de 59.5%; a literacia no sexo masculino é de 80% e no sexo feminino é de 68%. 16% da população está abaixo dos 6 anos de idade.